# Nasuhi al-Buchari
Nasuhi al-Buchari (arabisch نصوحي البخاري; * 1881 in Damaskus; † 1. Juli 1961 ebenda) war ein syrischer Oberst und Politiker.

## Leben
Nasuhi al-Buchari absolviert die Militärakademie in Istanbul. Er diente während des Ersten Weltkrieges in der Osmanischen Armee, bis er von den Alliierten gefangen genommen wurde. Nachdem er 1916 aus dem Exil in Sibirien geflohen war, ging er nach Istanbul zurück.
Als die Osmanen 1918 kapitulierten, erklärte sich Faisal I. zum König von Syrien, woraufhin Buchari die Garnison in Aleppo kommandierte, bevor er im Januar 1920 nach Kairo als Militärattaché in Ägypten gesandt wurde. Im Juli 1920 wurde das Völkerbundmandat für Syrien und Libanon unter französischer Aufsicht erklärt, woraufhin im September 1920 Haqqi al-Azm zum Gouverneur des Staates Damaskus ernannt wurde. Im Dezember 1920 ernannte dieser Buchari zum Minister für militärische Angelegenheiten. Er blieb es bis 1922. Nach der Niederschlagung der Großen Revolte der Drusen 1926 wurde Ahmad Nami vom Französischen Kommissar Henri de Jouvenel zum Vorsitzenden eines Vorläufigen Ministerrates im neuen Staat Syrien ernannt; Buchari diente bis zum Februar 1928 als Landwirtschaftsminister in Namis Kabinett.
Am 5. April 1939, während einer Regierungskrise zwischen dem regierenden Nationalen Block und der Opposition, beauftragte Haschim Chalid al-Atassi Buchari mit der Bildung einer Regierung ohne Beteiligung der Parteien. Zusätzlich zu seinem Amt als Ministerpräsident hatte Buchari die Ministerämter für Inneres und Verteidigung inne und ernannte den unabhängigen altgedienten Chalid al-Azm zum Wirtschaftsminister. Buchari führte die Gespräche zur Ratifizierung des Französisch-Syrischen Unabhängigkeitsvertrages von 1936. Diese brachen allerdings ab, als die Franzosen sich aus den Verhandlungen zurückzogen und mehrere Militärbasen im Land verlangten. Am 8. Juli 1939 trat Buchari als Ministerpräsident zurück.
Zwischen August 1943 und November 1944 war Buchari Bildungsminister und amtierender Verteidigungsminister im Kabinett von Saadallah al-Dschabiri. Nachdem er seinen Parlamentssitz bei der Wahl 1947 verloren hatte, zog er sich von der politischen Bühne zurück.